# 9 студия
«9 студия» — информационно-аналитическая телепрограмма, выходившая в эфир ежемесячно в 1974—1991 годах на ЦТ СССР.

Автор и ведущий — политический обозреватель советского телевидения и радио, профессор кафедры политологии Валентин Зорин.

На советском телевидении это была первая программа о международной политике с участием приглашенных гостей.

## История
Валентин Зорин пришёл с идеей программы к председателю Гостелерадио СССР Сергею Лапину, но тот был настроен скептически: 

«Что, сядут три-четыре умника и будут торчать на экране час — это не телевизионно, какой там может быть видеоряд?»
На что Зорин изобрёл свою формулу: 

«Интересный человек, интересно рассказывающий об интересном, — это самый лучший зрительный ряд».— из интервью В.Зорина  
В итоге программу утверждали на Секретариате ЦК КПСС, перед которым Зорин как автор в дальнейшем и нёс ответственность.
Название «9 студия» обусловлено номером студии Останкинского телевизионного центра, где снимали программу.
Программу запрещали и на некоторое время снимали с эфира 4 раза.
О популярности программы говорит тот факт, что в отделе писем Гостелерадио СССР был создан специальный подотдел из четырёх человек для разбора писем телезрителей в редакцию программы «9 студия».
Была закрыта самим Зориным, взамен он создал программу «Недипломатические беседы», которая просуществовала на ЦТ до распада СССР. Однако, предлагаемый к данной статье кадр телепрограммы, взят из передачи снятой весной 1991 года. Об этом свидетельствуют обсуждаемые именно в этой телепередаче темы - война в Персидском заливе (операция "Буря в пустыне"январь-февраль 1991 года) уже закончилась несколько месяцев тому назад..

## Критика
Зорина называли главным «антиамериканистом» Советского Союза.
В своём проекте «Намедни. Наша Эра» Леонид Парфёнов заявляет, что «беседы особой живостью не отличаются... «Умные головы» всем своим видом показывают: про главные темы нужно говорить неспешно и солидно. Их самоуважение заражает даже тех, кто не в силах досидеть до конца часового журчания голосов»